# Svjetske serije strongman natjecanja u Hrvatskoj

## Strongman Champions League

### Izdanja i pobjednici
| Lokacija 2014.-'15. Split | Naziv natjecanja 2014.-'15. SCL Croatia |

Legenda:
██ ukupni pobjednik serije te sezone
WR - svjetski rekord u datom trenutku
| Broj natjecatelja | Izdanje | Pobjednik               | # 2                   | # 3                   | Discipline po redu održavanja, pobjednici i rezultat | Discipline po redu održavanja, pobjednici i rezultat | Discipline po redu održavanja, pobjednici i rezultat | Discipline po redu održavanja, pobjednici i rezultat | Discipline po redu održavanja, pobjednici i rezultat | Discipline po redu održavanja, pobjednici i rezultat | Ref   |
| Broj natjecatelja | Izdanje | Pobjednik               | # 2                   | # 3                   | I.                                                   | II.                                                  | III.                                                 | IV.                                                  | V.                                                   | VI.                                                  | Ref   |
| ----------------- | ------- | ----------------------- | --------------------- | --------------------- | ---------------------------------------------------- | ---------------------------------------------------- | ---------------------------------------------------- | ---------------------------------------------------- | ---------------------------------------------------- | ---------------------------------------------------- | ----- |
| 11                | 2015.   | Hafþór Júlíus Björnsson | Krzysztof Radzikowski | Stojan Todorchev      | truck pull (14t, 25m)                                | car deadlift (300kg, ??min)                          | dumbbell press (100kg, ??min)                        | yoke with 4 women (400kg, 25m)                       | frame carry (310kg, 2x25m)                           | Conan's wheel (340kg)                                | [ 1 ] |
| 11                | 2015.   | Hafþór Júlíus Björnsson | Krzysztof Radzikowski | Stojan Todorchev      | Hafþór J. Björnsson (23.75sec)                       | Hafþór J. Björnsson (10)                             | Krzysztof Radzikowski (9) WR                         | Stojan Todorchev (11.43sec)                          | Stojan Todorchev (19.14sec)                          | Hafþór J. Björnsson (810°)                           | [ 1 ] |
| 11                | 2014.   | Ervin Katona            | Martin Wildauer       | Krzysztof Radzikowski | boat (arm over arm) pull (13t, 20m)                  | log lift (150kg, ??min)                              | frame carry (330kg, 2x20m)                           | forward hold (2x30kg ili (?) 2x15kg)                 | yoke with 4 women (430kg, 20m)                       | car deadlift (360kg, ??min)                          | [ 2 ] |
| 11                | 2014.   | Ervin Katona            | Martin Wildauer       | Krzysztof Radzikowski | Dainis Zageris (23.06sec)                            | Matjaž Belšak (7) Dainis Zageris (7)                 | Martin Wildauer (18.97sec)                           | Simon Johnston (45.88sec)                            | Martin Wildauer (12.03sec)                           | Martin Wildauer (8)                                  | [ 2 ] |

Natjecatelji koji su na izdanju 2014. bili na podiju, u ukupnom poretku na kraju te sezone bili su također najbolja trojica.

## Giants Live
Nikad održana u Hrvatskoj.

## Strongman Super Series
Nikad održana u Hrvatskoj. Natjecanje više ne postoji.

## Vanjske poveznice
- strongmancl.com, službena stranica natjecanja